# Allan Simonsen (racerförare)
Allan Simonsen, född 5 juli 1978 i Odense, död 22 juni 2013 i Le Mans, var en dansk racerförare som tävlade i bl.a. Le Mans Series och vann 82 motortävlingar och lopp under sin karriär.

## Racingkarriär
Efter att ha vuxit upp i Odense flyttade Simonsen utomlands vid 19 års ålder för att satsa på en racingkarriär. Under sin karriär bodde han i England, Australien och Monaco och tävlade i bl.a. Le Mans Series med en GT-bil och tog där flera pallplatser. Han körde sitt första lopp i Le Mans Series under 2007 och deltog därefter regelbundet i tävlingarna.
Simonsen dog den 22 juni 2013 efter att ha kraschat in i en barriär under LeMans 24-timmars race (som inte är en del av LeMans serien). Hans medtävlare vid tillfället var Christoffer Nygaard och Kristian Poulsen. Han efterlämnade sig sin flickvän och en dotter som föddes 2012.

### Fotnoter
1. 1 2  ”Dansk förare omkom på Le Mans”. SVT.se. 22 juni 2013. http://www.svt.se/sport/dansk-forare-omkom-pa-le-mans. Läst 22 juni 2013.
2. 1 2 3  ”Dansk Le Mans-kører død af sine kvæstelser” (på danska). Ekstrabladet.dk. 22 juni 2013. http://ekstrabladet.dk/sport/anden_sport/motorsport/article2020525.ece. Läst 22 juni 2013.